# Alexandra Silk
Alexandra Silk (født 19. september 1963 på Long Island, New York) er en amerikansk pornoskuespiller, filminstruktør og erotisk model.

## Biografi
Alexandra Silk begyndte sin karriere som stripper i Las Vegas. Her mødte hun pornostjernen Jenna Jameson, der præsenterede hende for porno-industrien. Her startede Silk sin karriere i Hollywood som pornoskuespiller, hvor hun mødte Ron Jeremy, der præsenterede hende for andre skuespillere, instruktører og producere.
I starten af sin karriere giftede hun sig med pornostjernen Luc Wylder.
Alexandra har medvirket i over 400 pornofilm, og hun har desuden medvirket i musikvideoer, tv og mainstream film.

## Priser
- 1999 XRCO Award – Unsung Siren (nomineret)
- 2000 AVN Female Performer of the Year (nomineret)
- 2002 AVN Best Anal Sex Scene (nomineret)
- 2004 AVN Best Actress (nomineret)
- 2008 AVN Hall of Fame (vundet)